# الدوري المولدوفي الوطني 2006–07
الدوري المولدوفي الوطني 2006–07 هو الموسم 16 من الدوري المولدوفي الوطني. أقيم خلال الفترة 2 يوليو 2006 وحتى 25 مايو 2007، وأشرف على تنظيمه اتحاد مولدافيا لكرة القدم، وكان عدد الأندية المشاركة فيه 10، وفاز فيه نادي شريف تيراسبول.